# Pilar Nouvilas i Garrigolas
Pilar Nouvilas i Garrigolas (Castelló d'Empúries, 6 de març de 1854 - Barcelona, 1938) va ser una pintora catalana.
Procedent de la nissaga de terratinents empordanesos Nouvilas, va viure la seva joventut al carrer Peixateria de Castelló d'Empúries. Era filla de Josep Anton Nouvilas i Prujulà i de Maria Garrigolas i Suró, naturals de Castelló d’Empúries. La seva condició adinerada li va permetre viatjar per Europa i formar-se de manera autodidacta en la pintura, principalment copiant quadres als museus que va poder visitar.
Entre el 1877 i el 1879 va participar en almenys quatre exposicions, tres a l'Exposició Artística de Girona i una al Centro Artístico Industrial Figuerense de Figueres. A la de 1877 a Girona, va presentar dues obresː un retrat i un paisatge. A les edicions de 1878 i de 1879 les pintures Sant Francesc de Paula i Bodegó.
A diferència d'altres artistes, no volia vendre les seves obres exposades. En aquell moment poques dones exposaven; així, per exemple, a l'exposició del 1878 hi havia 55 pintors entre els quals tres dones, a part d'ella hi havia Ramona Banquells de Ribó i Boada de Girona. Les seves pintures eren natures mortes, retrats de persones properes, autoretrat, paisatge i pintura religiosa. Pintava tant a l'oli com a l'aquarel·la i destacava pel color i la llum, més que el dibuix.
Es va casar el 1882 amb Eduard de Balle i de Rubinat, cinquè marquès de Vallgornera, que havia heretat un gran patrimoni a Olot, El Raurell i Tarragona per la mort del seu germà gran. Van tenir dos fills, Eduard de Balle i una noia que es va casar a Mèxic amb un diplomàtic. Des que Pilar Nouvilas es va casar no se'n coneix cap altra exposició.